# تعقيم إجباري

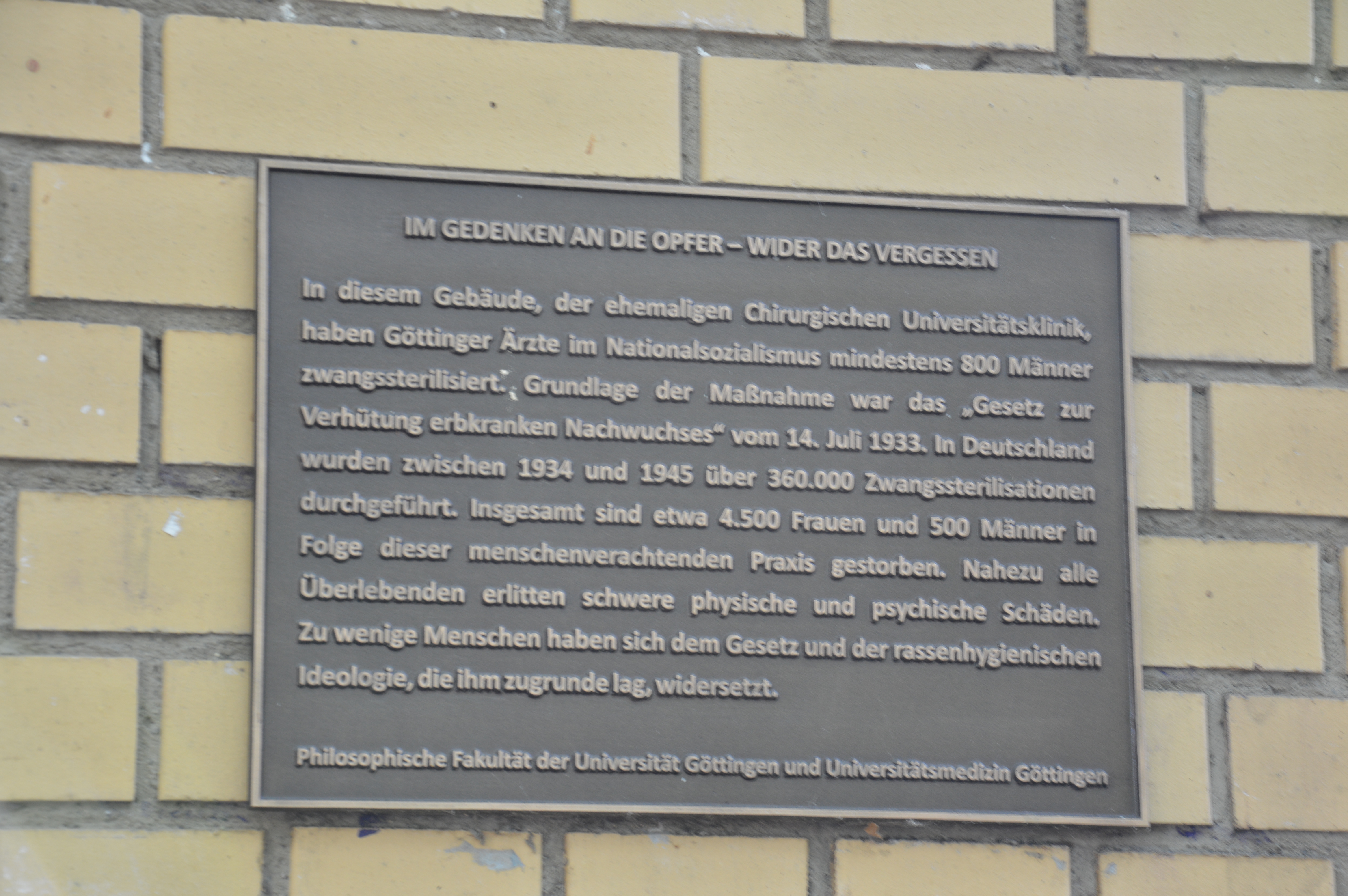

التعقيم الإجباري، يُطلق عليه أيضًا التعقيم القسري أو الإلزامي، هو برنامج حكومي معتمد لتعقيم مجموعة معينة من الأشخاص. يلغي التعقيم الإجباري قدرة الشخص على التكاثر، ويحدث عادة من خلال العمليات الجراحية. طبقت العديد من الدول برامج التعقيم في أوائل القرن العشرين. على الرغم من سن قوانين لتجريم هذه البرامج في معظم دول العالم، ما تزال حالات التعقيم القسري أو الإلزامي قائمة في وقتنا الحالي في بعض الدول.
شملت مبررات التعقيم الإجباري كلًا من التخطيط السكاني، والتمييز على أساس الجنس، والحد من انتشار فيروس «إتش آي في»، وجراحات «تسوية الجنس» على الأفراد ثنائيي الجنس والإبادة الجماعية العرقية. تشترط بعض الدول على الأفراد المتحولين جنسيًا الخضوع للتعقيم قبل منحهم الاعتراف القانوني بجنسهم، إذ اتُهمت هذه الممارسة من قبل المقرر الخاص للأمم المتحدة المعني بالتعذيب، وغيره من العقوبات والمعاملات المهينة، أو اللاإنسانية أو الوحشية، بخرقها لمبادئ يوغياكارتا.

## كجزء من التخطيط السكاني
يمثل التخطيط السكاني ممارسة تعديل معدل نمو السكان اصطناعيًا. شهد التخطيط السكاني العديد من التطبيقات على مر التاريخ، من خلال تقييد نسبة الولادة لدى السكان، وعادة ما يُطبق ذلك وفق تفويض من الحكومة التي تنفذه كاستجابة لعدد من العوامل بما في ذلك معدلات الفقر المرتفعة أو المتزايدة، والمخاوف البيئية، والأسباب الدينية والانفجار السكاني. على الرغم من الدور الإيجابي لتدابير التخطيط السكاني في تحسين حياة الأفراد من خلال منحهم القدرة على التحكم في تكاثرهم، أدت بعض برامج التخطيط السكاني الأخرى إلى تعريضهم للاستغلال.
في الكتاب المدرسي العلوم البيئية: السكان والموارد والبيئة لعام 1977، يناقش الباحثون بول وآن إرليش وجون هولدرن مجموعة من الوسائل المتنوعة لمعالجة الانفجار السكاني البشري، بما في ذلك إمكانية التعقيم الإجباري. جذب هذا الكتاب اهتمام وسائل الإعلام المتجدد بالتزامن مع تعيين هولدرن مساعدًا لرئيس العلوم والتكنولوجيا ومدير مكتب سياسات العلوم والتكنولوجيا في البيت الأبيض، وخاصة اهتمام النقاد المحافظين الذين نشروا مقاطع مصورة من الكتاب عبر الإنترنت. شمل الكتاب أشكالًا عديدة للتعقيم الإجباري، بما في ذلك مقترح إجراء عملية قطع القناة المنوية لدى الرجال الذين أنجبوا ثلاثة أطفال أو أكثر في الهند في ستينيات القرن العشرين، وتعقيم النساء بعد ولادة طفلهن الثاني أو الثالث، وزرعات تحديد النسل كإحدى أشكال التعقيم طويل الأمد القابل للإزالة، ونظام ترخيص لتحديد عدد محدد من الأطفال لكل امرأة، وعددًا من أنظمة الحصص والأنظمة الاقتصادية المستخدمة لإنجاب عدد محدد من الأطفال إلى جانب إضافة مادة معقمة إلى مياه الشرب أو مصادر الغذاء، لكن نفى الباحثون بوضوح وجود أي من أشكال التعقيم هذه أو تطوير أي منها. يفيد الباحثون بأن معظم هذه السياسات غير ممارسة عمليًا، وغير خاضعة للتجربة من قبل ومن المرجح أنها «ستبقى غير مقبولة لدى غالبية المجتمعات».
أٌقر هولدرن في جلسة الاعتماد بتوقفه عن تأييد إنشاء نظرية العدد الأمثل للسكان من قبل الحكومة الأمريكية. مع ذلك، تعبّر السياسات المقترحة في الكتاب للتحكم في نسبة السكان عن مخاوف بشأن الانفجار السكاني، التي نُوقشت أيضًا في كتاب باول إرليش وآن إرليش بعنوان القنبلة السكانية، الذي تنبأ باضطرابات مجتمعية كبيرة نتيجة الانفجار السكاني. نظرًا إلى اكتساب هذه المخاوف المتعلقة بالانفجار السكاني بعدًا سياسيًا واقتصاديًا واجتماعيًا، نشأت محاولات خفض معدلات الخصوبة، غالبًا من خلال التعقيم الإجباري، نتيجة الدافع للحد من الانفجار السكاني. أثرت هذه السياسات القسرية والمؤذية للسيطرة على نسبة السكان في الأفراد حول العالم بطرق عديدة، وما زال هنالك العديد من العواقب الاجتماعية والصحية والسياسية المترتبة على ذلك، إذ تتمثل إحداها في فقد مجموعة من السكان، ممن تعرضوا للسياسات القسرية مثل التعقيم الإجباري، الثقة بشكل دائم في مبادرات تنظيم الأسرة. انتقدت حركة صحة النساء سياسات التحكم في النسبة السكانية على نطاق واسع في الثمانينيات والتسعينيات من القرن العشرين، وشكّل المؤتمر الدولي للسكان والتنمية في القاهرة في عام 1994 بداية التحول من التحكم في السكان إلى حقوق الإنجاب وحركة العدالة الإنجابية المعاصرة. مع ذلك، تمثل الأشكال الجديدة من سياسات التحكم في نسبة السكان، بما في ذلك ممارسات التعقيم الإجباري، مسألة عالمية وقضية متعلقة بحقوق الإنجاب والعدالة الإنجابية.

## لمحة تاريخية
في أيار / مايو 2014، أصدرت منظمة الصحة العالمية ومفوضية الأمم المتحدة لحقوق الإنسان وهيئة الأمم المتحدة للمرأة وبرنامج الأمم المتحدة المشترك لفيروس نقص المناعة البشرية/الإيدز وبرنامج الأمم المتحدة الإنمائي وصندوق الأمم المتحدة للسكان واليونيسيف بيانا مشتركا بشأن القضاء على التعقيم الإجباري القسري والغير الطوعي، حيث أشار التقرير إلى التعقيم غير الطوعي بالنسبة لعدد من المجموعات السكانية المحددة.
وقد شمل:
- النساء خاصة اللواتي يحملن فيروس نقص المناعة المكتسبة، الفتيات والنساء من السكان الأصليين والأقليات. حيث كثيراً ما تواجه نساء الأقليات الأصلية والعرقية «تمييزا على أساس نوع الجنس والعرق والإثنية».
- الأشخاص المعاقين الذين غالبا ما ينظر إليهم على أنهم لا جنسيين. النساء اللواتي يعانين من إعاقات ذهنية غالباً ما ينظر إليهم أنهن لا يسيطرن على خياراتهن الجنسية والإنجابية«وكذا النساء اللواتي يعانين أو يواجهن صعوبات في التعامل أو إدارة الدورة الشهرية، أو اللواتي يعانين أمراضا نفسية أو عضوية مثل الصرع وتتأثر ظروفهن الصحية أو سلوكهن سلبياً بالحيض».
- ثنائيي الجنس، الذين "يخضعون في كثير من الأحيان لعمليات التجميل وغيرها من العمليات الجراحية غير الطبية على أجهزتهم التناسلية، دون موافقتهم أو موافقة آبائهم أو آراء الأطفال المشاركين، التي تعد في كثير من الأحيان كعلاج طبيعي للتطبيع الجنسي.
- المتحولين جنسياً

يوصي التقرير بمجموعة من المبادئ التوجيهية للعلاج الطبي، بما في ذلك ضمان استقلالية المريض في اتخاذ القرار، وضمان عدم التمييز، والمساءلة، والحصول على العلاجات.

## التعقيم الإجباري كجزء من تنظيم المجتمع البشري
إنّ تنظيم المجتمع البشري هو ممارسة التغيير المصطنع على معدّلات نمو التجمّع البشري. تاريخيّاً، طُبّق تنظيم التجمع البشري من خلال الحد من معدّلات الولادات السكانية، عادةً من قبل مفوضيات حكومية، كما اتُّخذ كاستجابة للعوامل التي تشمل المستويات المرتفعة أو المتزايدة من الفقر والمخاوف البيئية والأسباب الدينية والانفجار السكّاني، رغم إمكانية انطواء تنظيم المجتمع السكني على مقاييس تحسّن حياة الناس من خلال إعطائهم سيطرة أكبر على توالدهم أو تكاثرهم، بعض البرامج قد عرّضتهم للاستغلال.
يناقش الكتّاب في النص الموسوعي الذي نشر عام 1977 بعنوان: «العلوم البيئية: السكان والموارد والبيئة» الدور المحتمل لمجموعة متنوعة من الصيغ لتحديد الانفجار السكاني، والذي شمل الحديث عن إمكانية التعقيم الإجباري، وقد تستخدم الحكومة التخصيص لتنتقي الأشخاص المختارين للتعقيم الإجباري بهدف تجنّب الاتهامات بالازدواجية أو امتلاك أيّة أجندة معاكسة أخرى.
في دورية إيكوساينس، وفي الفصل المعنون بـ «المأزق الإنساني: إيجاد مخرج»، يتأمّل الكتّاب في الأدوية التي بالإمكان تطويرها لتعقّم الناس، وتُمثّل أدوية تنظيم النسل، كالغرسة المطلقة لليفونورجيستريل تحت الاسم التجاري جادييل والديبو بروفيرا، إحدى الإنجازات الجزئية لهذه التوقعّات.

## بحسب البلد

### بنغلاديش
لدى بنغلاديش برنامج تعقيم استثماري مدني تديره الحكومة منذ فترة طويلة كجزء من سياستها في مراقبة النمو السكّاني، حيث تُستهدف النساء والرجال الفقراء بشكل رئيسيّ، وتعرض الحكومة ألفي تاكا بنغلاديشية (مايعادل 24 دولار أمريكي) على المرأة المقتنعة بإجراء عملية ربط أنبوب فالوب، بالإضافة إلى الرجال المقتنعين بإجراء عملية قطع القناة المنوية.
كما يُعرض على النساء ساري (وهو لباس ترتديه النساء في شبه قارة الهند) ويُعرض بالمثل على الرجال اللونجي (لباس للرجال) ليلبسوه خلال عملية التعقيم، كما يتقاضى الشخص الذي أقنع المرأة أو الرجل بإجراء عمليات التعقيم 300 تاكا بنغلاديشي (مايعادل 3.60 دولار أمريكي).
في عام 1965، كانت النسبة الهدفية للتعقيم خلال الشهر هي 600-1000 مقابل زرع 25000 لولب رحمي، والذي تزايد خلال عام 1978 إلى ما يقارب 50000 عملية تعقيم خلال الشهر كقيمة وسطية، كما تلازمت الزيادة بنسبة 50% في المبلغ المدفوع للرجال مع تضاعف عدد عمليات قطع القناة المنوية بين عامي 1980 و1981.

### كندا
أقامت اثنتان من المقاطعات الكندية (ألبيرتا وكولومبيا البريطانية) برامج للتعقيم الإجباري في القرن العشرين لغايات تحسينية للنسل.
أجريت عمليات التعقيم الإجباري الكندية باستخدام آليات مؤسساتية الطابع وبالحكم والجراحة المماثلة بالعموم للنظام الأمريكي، ولكن يوجد اختلاف واحد ملحوظ في علاج المجرمين غير المختلّين، كما لم تسمح التشريعات الكندية بالمطلق بالتعقيم العقابي للسجناء.
شرع عمل التعقيم الجنسي في ألبيرتا عام 1928 وأُلغي عام 1972، عام 1995، حاكمت ليلاني ميور محافظة ألبيرتا بتهمة إجبارها على إجراء عملية التعقيم الإجباري وبدون أخذ موافقتها عام 1959، ومنذ قضية ميور، اعتذرت حكومة ألبيرتا إلى حوالي 2800 شخص ممّن أُرغموا على الخضوع إلى عمليات التعقيم الإجباري.
كما كوفئ ما يقارب 850 ألبيرتيّ ممن أُرغموا على إجراء عمليات التعقيم تعويضاً للأضرار تحت مشروع التعقيم الجنسي المقام في ألبيرتا بحدود 172 مليون دولار كندي.
حتى عام 2017، لم يُسمح لعدد من نساء السكان الأصليين برؤية أطفالهن حديثي الولادة إلا إذا وافقن على التعقيم، فشاركت أكثر من 60 امرأة في دعوى قضائية في هذا الخصوص.

### الصين
عام 1978، أصبحت السلطات الصينية قلقة بشأن احتمالية الانفجار الولادي الذي قد لا تستطيع الحكومة تدبيره، والتهيئة لسياسة الطفل الواحد، وفي السعي إلى السيطرة بشكل فعّال على هذه المشكلات المعقّدة التي تخصّ ولادة الأطفال، قامت الحكومة الصينية بالتأكيد على تنظيم الأسرة، ولأن الأمر في غاية الأهمية، فقد آمنت الحكومة بالحاجة إلى تقييده بمعايير، وبالتالي سُنّت القوانين عام 2002.
تدعم هذه القوانين المبادئ الأساسية لما وضع سابقّا قيد التنفيذ، مع تحديد حقوق الأفراد وما تستطيع وما لا تستطيع الحكومة الصينية القيام به لفرض هذه السياسة.
من ناحية أخرى، ارتفعت مؤخّراً اتهامات من قبل مجموعات كمنظمة العفو الدولية، التي ادّعت أن تطبيق التعقيم الإجباري يُطبّق على الأفراد الملتزمين مسبقاً بسياسة الطفل الواحد، وبالتالي تُقام هذه الإجراءات على عكس المبادئ المنوّطة في القانون، ويبدو أنّها تتباين على المستوى المحلّي.
ووفقاً لمنظمة العفو الدولية، فقد حدث بشكل خاص مثال فاضح في مدينة بونينج بمقاطعة غوانغدونغ، إذ كانت حملة التعقيم في هذه المدينة وفقاً للأنظمة التي حدّدتها الحكومة في قانون تنظيم السكان والأسرة لعام 2002.
```
هذه الحملة، والمعروفة أيضاً باسم «حملة القبضة الحديدية» قيل أنّها استخدمت طرق خبيرة بغية التأكيد على أنّ ما يقارب 10000 امرأة قد خضعت للتعقيم، متضمّنة حجز أفراد العائلة المتقدّمين بالعمر.
```

يبدو أنّ الحكومة الصينية على دراية بهذه التناقضات في السياسة المطبّقة على المستوى المحلّي، على سبيل المثال، طرحت اللجنة الوطنية لتنظيم السكان والأسرة في بيان لها أنّ «بعض الأفراد المعنيين في عدد من المقاطعات والبلدات في لينيي قد ارتكبوا ممارسات انتهكت القانون والحقوق الشرعية ومصالح المواطنين أثناء تأدية أعمال تنظيم الأسرة»، أتى هذا البيان للإشارة إلى بعض التهم بالتعقيم الإجباري والإجهاض في مدينة لينيي بمقاطعة غوانغدونغ.
من ناحية أخرى، لا يزال من غير الواضح إلى أي مدى قاومت الحكومة أو ضبطت المسؤولين عن تنظيم الأسرة في البلاد.
تقتضي هذه السياسة «رسوم التعويض الاجتماعي» للعائلات التي تمتلك عدد أطفال يفوق الحد الشرعي، ووفقاً لمحرر دورية فوربس هينغ تشاو، يدّعي النقّاد أن هذه الرسوم للفقراء وليست للأغنياء.

### الدنمارك
حتى 11 حزيران/يونيو 2014، بقي التعقيم ضروريّاً للتحوّل الجنسي الشرعي في الدنمارك.

### جنوب أفريقيا
توفّرت تقارير عدّة بنساء مصابات بفيروس عوز المناعة البشري خضعن للتعقيم في جنوب أفريقيا بدون موافقتهن وفي بعض الأحيان بدون علمهن.

### السويد
أُصدرت التشريعات المحدّدة للنسل عام 1934 وألغيت رسميّاً عام 1976، ووفقاً لتقرير حكوميّ عام 2000، قُدّر ما يقارب 21000 شخص قد خضعوا للتعقيم الإجباري، كما أُكره 6000 شخص على الخضوع للتعقيم الاختياري، فيما لم تحدّد 4000 حالة أخرى، وصرفت الحكومة السويدية لاحقاً مبالغ للتعويض عن أضرار الضحايا الذين خاطبوا السلطات المعنية مطالبين بهكذا تعويضات، وبلغت نسبة النساء 93% من مجمل العدد.